# Economia mista
L'economia mista (detta anche capitalismo misto) è un sistema economico che comprende aspetti e caratteristiche di più sistemi economici, combinando ad esempio elementi capitalistici con concetti legati a una maggiore presenza e influenza statale in ambito economico attraverso la politica economica.

## Descrizione
Dopo la seconda guerra mondiale, la maggior parte dei Paesi occidentali, soprattutto quelli industrializzati, hanno accolto principi interventisti e si sono creati presupposti per un nuovo sistema economico.
I compiti dello Stato sono diventati più numerosi ed esso ha assunto un ruolo guida nell'economia. Lo Stato ha adottato adeguati strumenti di politica economica a sostegno della produzione e dell'occupazione, impiegando in maniera opportuna la spesa pubblica.
Alla dottrina del disimpegno è subentrata quella dell'intervento e lo Stato ha acquistato una fisionomia particolare, secondo le diverse realtà economico-sociali di ogni Paese; l'Italia e la Francia, ad esempio, presentano alcune caratteristiche tipiche dell'economia mista, dove il settore economico non è più solo privato, ma presenta la convivenza tra le attività economiche svolte dai privati e quelle svolte dallo Stato:
- i mezzi di produzione sono per lo più di proprietà privata, ma esistono anche imprese pubbliche;
- le imprese hanno la gestione della produzione, che però è condizionata dalle forze sociali e dagli interventi statali;
- lo Stato fornisce determinati servizi (difesa, giustizia, sanità, istruzione, trasporti);
- lo Stato, per mezzo di organi particolari, svolge un intervento regolatore della vita economica per evitare le crisi economiche;
- le scelte economiche fondamentali delle imprese e delle famiglie sono libere;
- i prezzi sono definiti dal mercato a seconda della domanda e dell'offerta, ma lo Stato può intervenire per modificare i prezzi di certi beni (energia elettrica, gas ecc.) per renderli più o meno accessibili alla popolazione;
- la gestione delle imprese è caratterizzata dal rispetto di norme stabilite dallo Stato a tutela dei lavoratori, della sicurezza degli impianti ed a tutela dell'ambiente.

## La programmazione economica

### Interventi programmati
Lo Stato acquista una funzione economico-sociale rilevante, poiché i suoi interventi economici sono coordinati secondo un programma.
La programmazione economica è il mezzo per organizzare gli interventi di politica economica per realizzare uno sviluppo equilibrato del sistema, attenuando gli squilibri tra classi sociali, settori e zone diverse.
Per attivare la programmazione il governo predispone un programma economico-sociale sia per l'economia pubblica che per quella privata (es. DPEF).

### Obiettivi
La programmazione tende a indirizzare e coordinare i comportamenti dei soggetti economici, ma lasciandoli liberi di compiere le proprie scelte.
Le imprese sono libere di scegliere che cosa, quanto, come produrre, e le famiglie sono libere di prendere decisioni di acquisto così il livello di produzione globale non è prefissato come nelle economie collettiviste, ma è determinato attraverso il mercato.

#### La Programmazione concertata
Le prime affermazioni della "programmazione concertata" (anche detta "programmazione negoziata") risalgono ai congressi della Democrazia Cristiana degli anni '60 del '900, dove tale strumento è stato proposto come una mediazione tra la posizione liberale, da sempre ostile al metodo della programmazione in economia ed ancorata su postulati anti-storicisti popperiani, crociani ed einaudiani (cioè che ritengono falsa la concezione della storia come "corso" e come progressione e quindi affermano l'inutilità di ogni programmazione), e la posizione comunista, essenzialmente connaturata alla programmazione centralizzata di tutte le componenti dell'economia e alla concezione della storia come un corso progressivo. 
In pratica il metodo della programmazione concertata consisterebbe nella stesura di programmi dal "basso verso l'alto" in esito a una contrattazione partecipata e locale tra soggetti pubblici e portatori di interessi privati.
Il metodo della programmazione in ambito socioeconomico, in quanto fondato sul postulato che si possano anteporre gli obiettivi agli atti che applicano gli obiettivi, è però giudicato uno strumento infondato e un residuo della fallimentare concezione economica socialista, da Bruno Dente,che così afferma nel solco della moderna epistemologia , in particolare secondo l'autore questi difetti genetici della programmazione comprometterebbero anche le programmazioni in senso debole come appunto la programmazione concertata.
La programmazione concertata, quale espressione dell'ideologia dello "sviluppo locale bottom-up", era prevista dalle leggi nazionali (L. 7 agosto 1995, n. 104 e successivamente L. 23 dicembre 1996, n. 662). Negli anni novanta del '900 sono una espressione di programmazione negoziata i "patti territoriali" finalizzati allo sviluppo delle regioni meridionali della penisola, che però hanno registrato un sostanziale insuccesso (CENSLOC, Politiche per lo sviluppo locale, Milano, Franco Angeli, 2008).
Il metodo della programmazione concertata, è, attualmente, quello che viene formalmente seguito nella stesura dei piani di sviluppo locale (a.d. strategie di sviluppo locale) da parte dei Gruppi di Azione locale del diritto di derivazione comunitaria, a mezzo dei quali, secondo un formalismo metodologico rigidamente schematizzato nel diritto comunitario, si stila una raccolta di dati economici locali e si fissano strategie priorità e obiettivi generici e specifici.

## Limiti dell'economia mista
Lo Stato ha modificato la fisionomia di Stato sociale, che assicura ai cittadini una serie di servizi che migliorano le loro condizioni di vita (istruzione pubblica, sanità pubblica, abitazione, sport, cultura), trasformandosi in Stato assistenziale (vedi Welfare), distribuendo denaro alle imprese sotto forma di sovvenzioni e alle famiglie sotto forma di sussidi. Nonostante ciò alcuni economisti sostengono che l'intervento dello Stato sia indispensabile, e deve realizzarsi correttamente, secondo precise regole di efficienza ed essere attuato con l'ausilio di una programmazione consapevole, mentre è da evitare il disintervento.
In alcuni paesi ad economia mista, lo Stato, in seguito alle difficoltà economiche in cui si è venuto a trovare, ha messo in atto politiche di disintervento o deregolamentazione, sia in campo economico che sociale, ridimensionando il proprio ruolo.
Un po' dovunque, in Europa, Asia e America Latina, la cessione di imprese di proprietà pubblica (concessioni e privatizzazioni) è diventata una priorità per diminuire il debito pubblico. La Francia e l'Italia sono stati fra i maggiori protagonisti di questi cambiamenti, pur mantenendo margini di controllo sui settori liberalizzati tramite strumenti finanziari ordinari (quote azionarie, golden share, ecc...) e istituendo apposite authority.